# Petrogale brachyotis
Petrogale brachyotis е вид бозайник от семейство Кенгурови (Macropodidae).

## Разпространение
Видът е разпространен в Австралия.